# رادومین (استان کویافسکو-پومورسکی)
رادومین (به لهستانی:  Radomin) یک روستا در لهستان است که در گمینا رادومین واقع شده‌است.